# The Open Championship 2002
De 131ste editie van het Open Championship was de derde major van het golfseizoen 2002. Het Open werd van 18 t/m 21 juli 2002 gespeeld op de Muirfield Golf Links in  Schotland.
Het Open eindigde in een play-off die werd gespeeld over hole 1, 16, 17 en 18. Na deze vier holes stonden Levet en Els gelijk, Appelby en Elkington hadden een slag meer nodig gehad. Hole 18 moest door Els en Levet opnieuw gespeeld worden. De afslag van Levet kwam in de fairwaybunker terecht waarna hij een bogey maakte. Ernie Els maakte een par en won. Tien jaar later won hij het Open opnieuw.
|    | Speler             | Score           | Score | Prijzengeld (£) |
| -- | ------------------ | --------------- | ----- | --------------- |
| T1 | Ernie Els          | 70-66-72-70=278 | −6    | Playoff         |
| T1 | Thomas Levet       | 72-66-74-66=278 | −6    | Playoff         |
| T1 | Stuart Appleby     | 73-70-70-65=278 | −6    | Playoff         |
| T1 | Steve Elkington    | 71-73-68-66=278 | −6    | Playoff         |
| T5 | Gary Evans         | 72-68-74-65=279 | −5    | 140,000         |
| T5 | Pádraig Harrington | 69-67-76-67=279 | −5    | 140,000         |
| T5 | Shigeki Maruyama   | 68-68-75-68=279 | −5    | 140,000         |
| T8 | Thomas Bjørn       | 68-70-73-69=280 | −4    | 77,500          |
| T8 | Sergio García      | 71-69-71-69=280 | −4    | 77,500          |
| T8 | Retief Goosen      | 71-68-74-67=280 | −4    | 77,500          |
| T8 | Søren Hansen       | 68-69-73-70=280 | −4    | 77,500          |
| T8 | Scott Hoch         | 74-69-71-66=280 | −4    | 77,500          |
| T8 | Peter O'Malley     | 72-68-75-65=280 | −4    | 77,500          |

Er waren geen Nederlandse of Belgische spelers. 

Vanaf 1970:
1970 ·
1971 ·
1972 ·
1973 ·
1974 ·
1975 ·
1976 ·
1977 ·
1978 ·
1979 ·
1980 ·
1981 ·
1982 ·
1983 ·
1984 ·
1985 ·
1986 ·
1987 ·
1988 ·
1989 ·
1990 ·
1991 ·
1992 ·
1993 ·
1994 ·
1995 ·
1996 ·
1997 ·
1998 ·
1999 ·
2000 ·
2001 ·
2002 ·
2003 ·
2004 ·
2005 ·
2006 ·
2007 ·
2008 ·
2009 ·
2010 ·
2011 ·
2012 ·
2013 ·
2014 ·
2015 ·
2016 ·
2017 ·
2018 ·
2019 ·
2020